# Adonis (Duquesnoy)
 (avril 2024).
Si vous disposez d'ouvrages ou d'articles de référence ou si vous connaissez des sites web de qualité traitant du thème abordé ici, merci de compléter l'article en donnant les références utiles à sa vérifiabilité et en les liant à la section « Notes et références ».
 (avril 2024).
Pour les articles homonymes, voir Adonis.
Adonis, également connu sous le nom d'Adonis Mazarin, est une sculpture en marbre de l'artiste flamand François Duquesnoy, réalisée au début du XVIIe siècle à partir d'un torse antique. La sculpture est conservée au musée du Louvre.
La restauration des sculptures antiques par Duquesnoy a été saluée par ses contemporains. Un autre exemple de son travail est le Faune Rondanini. Le génie de Duquesnoy a consisté à donner à ces œuvres d'art antiques un style baroque.

## Histoire de l'œuvre
L'œuvre a d'abord fait partie de la collection du cardinal Mazarin, puis du marquis de La Meilleray, duc de Mazarin, qui la mutila en 1670 dans un accès de folie.
Lorsque Mazarin emménage à l'hôtel Chevry-Tubeuf à Paris, il a à cœur de développer ses collections d'antiques, qu'il fait venir de Rome où il dispose de plusieurs intermédiaires. Il fera faire à cet effet d'importants aménagements entre 1644 et 1646. Les acquéreurs de statues sont aussi des restaurateurs. En 1641, Elpidio Benedetti écrit à Mazarin qu'il vient d'acheter au sculpteur Matteo deux statues, un Bacchus et un Caracalla : il avait déjà acheté au même Matteo un Adonis, « di palme sette, ch'è una bellissima statua ». Il pourrait s'agir là de l'Adonis Mazarin.
Probablement transportée au Louvre pendant la période révolutionnaire, la statue est inscrite comme antique sans indication d'origine dans l'inventaire des Musées royaux de 1814-1824. On la place dans le vestibule du palais des Tuileries. Selon Clarac, l'Adonis est placé en 1861 dans une des niches de la façade du château des Tuileries, côté cour.
La statue entre au Louvre après l'incendie des Tuileries en 1871.

## Postérité
Dans l'article Robert du Salon de 1767, Diderot raconte à propos de Duquesnoy une anecdote qui se rapporte peut-être à la restauration de l'Adonis Mazarin :
« Le Quesnoi répondit à un amateur éclairé qui le regardait travailler, et qui craignait qu’il ne gâtât son ouvrage pour le vouloir plus parfait ; vous avez raison, vous qui ne voyez que la copie ; mais j’ai aussi raison, moi qui poursuis l’original qui est dans ma tête. » (Diderot, Œuvres complètes, Hermann, DPV XVI 330)